# An der schönen blauen Donau
An der schönen blauen Donau er en vals af den østrigske komponist Johann Strauss II. Stykket blev uropført i Wien i 1867. Efter en blandet modtagelse har værket efterhånden opnået anerkendelse, også blandt Strauss' komponistkolleger.
Strauss' steddatter, Alice von Meyszner-Strauss, bad således Johannes Brahms om dennes autograf. Brahms skrev så de første takter af "An der schönen" og tilføjede "Leider nicht von Johannes Brahms" ("Desværre ikke af Johannes" Brahms").

## I populærkulturen
En fortættet version af stykket blev brugt i Warner Bros. Merrie Melody fra 1943 Daffy Duck forsøger at slutte sig til en svanefamilie, men bliver behandlet med total foragt af svanemoderen som værende uværdig som en grimme ælling, lige indtil han tappert redder hendes tre unger fra et rovfugleangreb.
Stykket har en fremtrædende placering i Stanley Kubricks film fra 1968 2001: A Space Odyssey . Efter et spring fra menneskehedens forhistoriske fortid til dens rumfartsfremtid, høres de første to tredjedele af An der schönen, mens et rumfly nærmer sig og lægger til ved en rumstation ; resten høres, mens et andet rumfartøj rejser fra stationen mod Månen. Stykket bliver derefter gentaget i filmens slutning.